# Cubillos
Cubillos – gmina w Hiszpanii, w prowincji Zamora, w Kastylii i León, o powierzchni 24,7 km². W 2011 roku gmina liczyła 351 mieszkańców.